# Extensometria

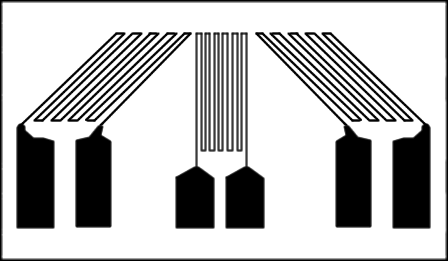
Roseta

L'extensometria és una tècnica experimental per a la mesura d'esforços i deformacions basant-se en el canvi de la resistència elèctrica d'un material en ser sotmès a tensions. A causa de la recent introducció del mètode d'elements finits, aquesta tècnica és menys utilitzada. Aquesta tècnica no hauria de deixar de ser utilitzada, ja que mesura d'una manera més exacta, pel que generalment es fa servir en la fase final del disseny d'un producte. És extremadament útil en la mesura d'esforços vibracionals i detecció de ressonàncies a alta freqüència (la resposta en freqüència d'una banda/galga extensòmetres és d'uns 100 kHz) on els algorismes de simulació per elements finits no ofereixen resultats fiables (aquests solen començar a mostrar imprecisions amb sistemes complexos que vibrin a més de 50 Hz).
En les seves múltiples variants permet determinar estats tensionals unidireccionals o complets (rosetes, arranjaments a 90 º, etc ..), mesurar deformacions a alta temperatura (fins a uns 800 °C amb bandes soldables), controlar obra civil (galgues per a formigó) i fabricar acceleròmetres extremadament sensibles capaços de mesurar camps continus. El seu ús requereix a canvi un amplificador analògic d'elevades prestacions degut al febles que són els senyals que es generen (sovint inferiors a 1mV) i un Filtre Antialiàsing (per a sistemes amb registre digital del senyal). Aquesta tècnica es basa en l'ús de galgues extensòmetres o rosetes de deformació.
És considerat com a llibre de referència en extensometria Introducción a Mediciones con Bandas Extensométricas de Karl Hoffmann.